# TAF4B
TAF4B‏ (TATA-box binding protein associated factor 4b) هوَ بروتين يُشَفر بواسطة جين TAF4B في الإنسان.